# زرند (خدابنده)
زرند (خدابنده)، روستایی از توابع بخش شهرستان خدابنده در استان زنجان ایران است.
این روستا یکی از زیباترین روستای‌های استان زنجان است . با توجه به طبیعت زیبا و وجود اردوگاه تفریحی اقامتی در کنار چشمه آب روان با چشم انداز باغات پایین دست می‌تواند گردشگران زیادی جلب کند
روستای زرند در منطقه کوهستانی قرار دارد زمستان سختی را دارد و شغل بیشتر مردم این روستا کشاورزی و دامداری است. وجود یک  یک چشمه پرآب و اردوگاه تفریحی در کنار آن باعث شده تا گردشگران زیادی به روستای ما بیایند.  چشمه ای که هر ۱۲ ماه سال آب ان جاری است لیکن متاسفانه مقدار آن نسبت به سال های گذشته کم شده است.
بخش قابل توجه این روستا وجود قلعه ای متروکه در بالای چشمه  است که میتوان قدمت آن را به دوره ساسانی و هخامنشیان رقم زد
و  طبق گفته های بزرگان روستا، علت نامگذاری این روستا وجود کارگاه های ضرب سکه بوده است.
و آثار بسیار نفیسی از دل خاک بیرون آمده بودند که متاسفانه مورد تخریب آثار یا فروش غیرقانونی آن منجر گردید
از جمله این آثار یک سنگ قبر نفیس متعلق به یکی از پادشاهان بوده است 
از گور های پیدا شده در کنار روستا میتوان به دوره های قبل از اسلام پی برد، بدلیل خاک کردن به صورت عمودی و قرار دادن یک سنگ بزرگ در بالای آن. 

## جمعیت
این روستا در دهستان آق بلاغ قرار دارد و براساس سرشماری مرکز آمار ایران در سال ۱۳۸۵، جمعیت آن 1900 نفر (۲۰۸خانوار) بوده‌است.